# Pleun Visser
Pleun Visser (Nieuwenhoorn, 21 maart 1915 – 17 april 1974) was een Nederlands politicus van de CHU.
Hij werd geboren als zoon van Leendert Visser (1887-1961) die gemeentesecretaris van Nieuwenhoorn is geweest. Zelf was Pleun Visser daar ook gemeentesecretaris tot die gemeente in januari 1960 opging in Hellevoetsluis. In februari 1961 werd hij benoemd tot burgemeester van de gemeenten Schoonrewoerd en Hei- en Boeicop. In september 1967 werd hij daarnaast burgemeester van Lexmond. Tijdens die burgemeesterschappen overleed hij in 1974 op 59-jarige leeftijd